# Teoria do petróleo abiogênico
A teoria da origem inorgânica do petróleo (sinônimos: origem abiogênica, abiótica, abissal, endógena, juvenil, mineral ou primordial dos hidrocarbonetos naturais)  sustenta que o petróleo é formado por processos não biológicos, a partir de material primordial, que compreende moléculas de hidrocarbonetos estáveis a altas pressões e temperaturas, nas profundezas da Terra (manto), sofrendo posterior contaminação biológica (por bactérias) em níveis de baixa pressão e temperatura, na crosta terrestre. Esta hipótese difere do Consenso científico atual e, portanto, não é considerada válida. Os especialistas da área concordam que a origem do petróleo é Biogênica, ou seja, advinda de seres vivos mortos e enterrados por milhares de anos. 
Geralmente essas ideias são invocadas para oferecer um contraste às teorias tradicionais que postulam a exaustão do petróleo (Peak Oil) como algo plausível, uma vez que o óleo seria formado a partir de processos biológicos em um processo lento e de quantidade fixa, tendendo à exaustão diante de sua finitude. De acordo com a Teoria Abiogênica (Abiótica) entretanto, os hidrocarbonetos são muito abundantes, produzidos espontaneamente pelo planeta em enormes quantidades o que afastaria a hipótese de escassez futura.
As duas principais teorias abiogênicas dos hidrocarbonetos (a teoria dos gases profundos de Thomas Gold e a teoria Russo-Ucraniana do petróleo abiótico profundo) tiveram considerável influência entre as décadas de 1950 e 1980, porém desde então tem sido cientificamente desacreditadas e atualmente há consenso entre a comunidade científica de que foram arrebatadas por compreensões mais sofisticadas acerca dos modos de formação dos depósitos de hidrocarbonetos na natureza. Existem algumas teorias abiogênicas que ainda encontram-se sob investigação que, tipicamente, estudam a formação de bolsões menores de petróleo e gás natural.

## História
Os primórdios dessa teoria datam do século XIX, quando os químicos Marcellin Berthelot, francês, e Dmitri Mendeleiev, russo, a propuseram para explicar a origem do petróleo. Esses cientistas estudaram as reações de hidrólise de carbetos metálicos que produzem hidrocarbonetos, sugerindo serem abundantes no interior da Terra.
A ciência moderna constata que os carbonetos metálicos, principalmente dos metais que estão em torno do pico de abundância cósmica do ferro "iron peak" (Fe, Ni, Cr, Co, V, Cu, Mn) formam carbonetos que também são encontrados em meteoritos . A teoria abiogênica da formação do petróleo foi revivida na década após 1950, sobretudo por cientistas russos e ucranianos.
O geólogo russo Nikolai Alexandrovitch Kudryavtsev foi o primeiro a propor a moderna teoria do petróleo abiótico, em 1951. Ele analisou a geologia dos arenitos betuminosos de Athabasca em Alberta, Canadá Athabasca Tar Sands e concluiu que nenhuma rocha geradora poderia formar o enorme volume de hidrocarbonetos presentes nessas areias betuminosas (hoje estimada em cerca de 1,7 trilhões de barris) e, portanto, a explicação mais plausível é que o petróleo é abiótico, abiogênico, inorgânico e que provém de grandes profundidades do interior da Terra, através de falhas profundas.
A teoria Russo-Ucraniana do petróleo, baseada em cálculos termodinâmicos, foi iniciada na Ucrânia pelo cientista Professor Emmanuil B. Chekaliuk (1967), cujos estudos apontaram que o petróleo provém e é originado a altas pressões e temperaturas no manto da Terra, sem a participação de carbono de origem orgânica (plantas ou animais). Esta teoria é suportada por estudos experimentais de laboratório conduzidos nos Estados Unidos pelo Dr. J.F. Kenney.
O cientista astrônomo e astrofísico Thomas Gold  foi um dos mais proeminentes proponentes da Teoria Abiogênica no ocidente. Ele afirma que o petróleo é uma substância primordial, formada a grandes profundidades no interior da Terra e também de outros planetas (sobretudo na forma de metano).
A ascensão do metano, por vezes junto com hélio e nitrogênio, atingem níveis mais rasos na crosta terrestre, onde bactérias interagem com os hidrocarbonetos, e que contaminam biologicamente o petróleo primordial. Os carvões minerais pretos, segundo Gold, representam o estágio de extrema perda de hidrogênio na ascensão dos hidrocarbonetos (quando não oxidados) do manto para a superfície terrestre. Ele também afirma que os campos de petróleo e gás podem se recuperar naturalmente com novos pulsos de migração de hidrocarbonetos. Gold também sugere que os terremotos têm causa relacionada com grandes volumes de migração de gases como metano primordial.
Uma das predições das teorias abiogênicas é que outros planetas do sistema solar ou seus satélites possuem oceanos de hidrocarbonetos (metano, etano). Esses hidrocarbonetos ou estariam presentes na formação do sistema solar ou seriam produtos de subsequentes reações químicas.
A constatação da ubiquidade da ocorrência de hidrocarbonetos no sistema solar foi comprovada pelos resultados da sonda espacial Cassini-Huygens, no entanto, mesmo antes desse advento, através de estudos astrofísicos de espectroscopia e dados de análises de meteoritos os astrônomos e astrofísicos já suspeitavam da abundância de hidrocarbonetos extraterrestres. A Associação Americana de Geólogos de Petróleo (AAPG) tem efetuado conferências sobre as questões quanto à origem do petróleo (Biogênico/Abiogênico) e a implicação na exploração e produção de petróleo.

## Comparações entre as teorias

### Formação do petróleo
Há duas teorias sobre a origem de hidrocarbonetos naturais: a teoria biogênica e a teoria abiogênica. Essas teorias foram intensamente debatidas desde 1860 e com menor intensidade após a descoberta de vastas acumulações de petróleo, sobretudo pelos avanços da exploração através de métodos sísmicos.
A postulação de que o petróleo seria formado por detritos orgânicos soterrados foi originalmente proposta pelo cientista russo Mikhail Lomonossov, em 1757.	
- Biogênica: Se forma a partir de substâncias orgânicas procedentes da superfície terrestre (detritos orgânicos), que seriam soterrados. Com o incremento de temperatura, as moléculas do querogênio começariam a ser quebradas, gerando compostos orgânicos líquidos e gasosos, em um processo denominado catagênese. Para se ter uma acumulação de petróleo seria necessário que, após o processo de geração (cozinha de geração) e expulsão, ocorresse a migração do óleo e/ou gás através das camadas de rochas adjacentes e porosas, até encontrar uma rocha selante em uma estrutura geológica que detenha seu caminho, sob a qual ocorrerá a acumulação do óleo e/ou gás em uma rocha permeável chamada rocha reservatório.

- Abiogênica: depósitos profundos de hidrocarbonetos aprisionados durante a formação do planeta. A centenas de quilômetros de profundidade as moléculas de hidrocarbonetos (principalmente metano) migram do manto para a crosta ocorrendo complexação das moléculas. Nesta migração, gases primordiais como hélio e nitrogênio podem estar presentes e auxiliam no transporte. A presença de moléculas biológicas associadas aos hidrocarbonetos é estritamente relacionada à contaminação por micro-organismos (bactérias).

Kenney afirma que praticamente a totalidade dos hidrocarbonetos que quimicamente formam o petróleo são gerados em grandes profundidades por processos abiogênicos  e, portanto, os depósitos de petróleo em níveis crustais mais rasos representam simples deslocamento de hidrocarbonetos de seu ambiente original de formação, ou seja, do manto da Terra.
Uma variação da teoria abiogênica sugere que o petróleo seja formado através de reações tipo Síntese Fischer-Tropsch a partir de serpentinização do manto peridotítico, através de reações de hidrólise, produzindo hidrogênio que ao reagir com outros compostos de carbono ou carbonatos produz hidrocarbonetos que posteriormente migram para níveis mais rasos.

### Formação do carvão
- Biogênica: os depósitos carboníferos se formaram de restos de plantas acumuladas em pântanos, que se decompuseram, fazendo surgir as camadas de turfa. Entretanto, as emanações de metano provenientes de falhas geológicas de grande profundidade ou exsudações de reservatórios de hidrocarbonetos alimentam essas regiões pantanosas, trazendo metais fixando-os junto ao carvão. Bactérias retrabalham o metano e outros hidrocarbonetos juntamente com os restos vegetais. A elevação do nível das águas do mar ou o rebaixamento da terra provocaram o afundamento dessas camadas sob sedimentos marinhos, cujo peso comprimiu a turfa, transformando-a, sob elevadas temperaturas, em carvão.

- Abiogênica: Carvão mineral (preto) é um material com presença de compostos orgânicos, mas no ambiente de formação sofreu interação de hidrocarbonetos inorgânicos, principalmente metano, que migraram através de emanações uniformes vindas de grandes profundidade e que atingiram esses depósitos. Os hidrocarbonetos preservam muito bem os restos e os tecidos celulares de vegetais. Tal situação pode ocorrer na superfície com migração de metano e petróleo sobre áreas de pântanos ou turfas.

Diversos metais como Níquel, Vanádio, Cromo, Cádmio, Mercúrio, Arsênio, Chumbo, Selênio, entre outros, também estão presentes no carvão.
Muitos carvões são por vezes betuminosos e também possuem elevados conteúdos de enxofre. Tal como no petróleo, esses metais são oriundos de profundezas no interior da Terra manto. Também não é rara a associação de urânio aos depósitos de carvão. Em muitas jazidas de carvão no mundo é comum a presença de camadas denominadas de tonsteins, constituídas de material caulínico, por vezes interpretados como cinzas vulcânicas.
No estado do Wyoming EUA, na bacia de Powder River, há uma camada de carvão com cerca de 60 metros de espessura; seria difícil imaginar um pântano pretérito que pudesse originar tamanha espessura após a compactação. Um fato comum nas ocorrências de carvão em todo o mundo é a forte relação de sua localização logo acima ou nos arredores das regiões produtoras de hidrocarbonetos, conforme já salientado pelo Dr. Thomas Gold . Esse mesmo autor aponta que somente o carvão de cor marrom (linhito) seria considerado biogênico.

## Argumentos suscitados pela Teoria Abiogênica

### Campos de petróleo supergigantes
O geólogo russo Nikolai Alexandrovitch Kudryavtsev foi o principal proponente da teoria abiogênica. Ele argumentou que nenhum óleo produzido em laboratório a partir de plantas se assemelha em composição química aos hidrocarbonetos naturais como o petróleo cru. Ele apresentou muitos exemplos de que quantidades substanciais e algumas vezes comerciais de hidrocarbonetos foram encontradas em rochas cristalinas do embasamento ou em sedimentos diretamente a elas sobrepostos.
Ele citou casos em Kansas e na Califórnia (Estados Unidos), oeste da Venezuela e Marrocos. Ele também indicou que os reservatórios de petróleo em estratos sedimentares são frequentemente relacionados a expressivas fraturas/falhas no embasamento imediatamente abaixo dessas acumulações. Isto é também evidenciado no campo supergigante de Ghawar, na Arábia Saudita; no campo de Panhandle, no Kansas, o qual também produz hélio em quantidades comerciais; Tengiz, no Cazaquistão, White Tiger, no Vietnam e inúmeros outros.
No campo de petróleo de Last Soldier (Wyoming, EUA), Kudryavtsev estabeleceu que em todos horizontes da seção geológica, arenitos do Cambriano ao Cretáceo Superior cobrem o embasamento e possuem reservatórios de petróleo. Um fluxo de óleo também foi obtido no próprio embasamento. Hidrocarbonetos gasosos, ele notou, não são raros em rochas ígneas e metamórficas do Escudo Canadense. Petróleo em gnaisses pré-cambrianos é encontrado na costa ocidental do Lago Baikal, na Rússia. Ele observou que o petróleo está presente, em grandes ou pequenas quantidades, mas em todos os horizontes abaixo de qualquer acumulação de petróleo, aparentemente e totalmente independente da variabilidade das condições de formação desses horizontes. Essa postulação tem se tornado conhecida com "Regra de Kudryavtsev" e muitos exemplos dela têm sido registrados em várias partes do mundo. Ele concluiu que acumulações comerciais de petróleo são simplesmente encontradas onde zonas permeáveis são cobertas por zonas impermeáveis.
Kudryavtsev introduziu um número de outras relevantes considerações como argumentos. Colunas de chamas têm sido vistas durante erupções de alguns vulcões, às vezes atingindo 500 metros de altura, como durante a erupção do Monte Merapi, na Sumatra, em 1932. As erupções de vulcões de lama (mud volcanoes) têm liberado tão enormes quantidades de metano que mesmo o mais prolífico campo de gás sobrejacente teria se exaurido há muito tempo. A água vinda com a lama desses vulcões porta algumas substâncias, como iodo (I), bromo (Br) e boro (B), que não poderiam ser derivadas dos sedimentos próximos e que excedem as concentrações presentes na água do mar em centenas de vezes.
Os vulcões de lama são frequentemente associados com vulcões de lava (magma) e quando próximos a esses últimos, os vulcões de lama emitem gases não combustíveis, enquanto que quando mais distantes emitem metano. Ele conheceu as ocorrências de óleo em rochas do embasamento da Península de Kola (Rússia) e os escapes de óleo sobre a estrutura de impacto de Siljan, na Suécia. Ele afirma que as imensas quantidades de hidrocarbonetos presentes nas areias betuminosas de Athabasca (Tar Sands), Canadá, teriam que conter uma vastíssima quantidade de "rochas geradoras" de acordo com o modelo convencional, quando nenhuma fora encontrada.

## Metano e hidrocarbonetos extraterrestres
Metano e muitos outros hidrocarbonetos têm sido detectados em diversas regiões do sistema solar. Metano é um constituinte comum da construção do cosmos e foi incorporado à Terra durante sua formação. Alternativamente poderia ter se enriquecido na Terra através de meteoritos condríticos.
Uma classe especial de meteoritos, designados de condritos carbonáceos, carbonados ou carbonosos contêm cerca de 3% do seu peso em carbono, e podem apresentar diversos compostos complexos baseados em carbono como, por exemplo, porfirinas, aminoácidos, bases púricas e pirimídicas, e ácidos carboxílicos. Muitos meteoritos também apresentam carbetos metálicos em sua composição.
Isso implica numa forte evidência da presença de hidrocarbonetos em regiões profundas de pretéritos corpos planetários que se desintegraram. A presença de compostos de carbono extraterrestres embora muito conhecida pelos astrofísicos e astrônomos ainda permanece negligenciada por parte dos geocientistas. Os complexos de carbono da nebulosa protoplanetária assemelham-se aos componentes da fração mais pesada do petróleo.
Já em 2004, não nesse planeta e sim no espaço sideral, a Sonda Cassini-Huygens confirmou abundantes hidrocarbonetos (metano e etano) em Titã, lua de Saturno. Os hidrocarbonetos de Titã formam oceanos, lagos e nuvens. A temperatura é cerca de -180 graus Celsius. A presença de enormes quantidades de hidrocarbonetos em Titã é um forte argumento a favor da origem abiogênica (primordial).

## Abundância cósmica e planetária do carbono
O elemento carbono (C) é o quarto em ordem de abundância cosmológica, precedido apenas por hidrogênio (H), hélio (He) e oxigênio (O). O carbono disponível na nebulosa que originou o sistema solar foi incorporado à Terra no processo de acreção planetesimal. A diferenciação geoquímica primária fez com que elementos mais pesados ficassem concentrado no núcleo. Processos de fusão parcial continuaram na evolução do manto, crosta, hidrosfera e atmosfera. A maior parte do carbono primordial permaneceu no manto terrestre.
De acordo com estudos realizados pelo Massachussets Institute of Technology (MIT) a estimativa de distribuição do carbono na Terra é:
Biosfera, oceanos, atmosfera.......3,7 x 1018 moles
Crosta

Carbono orgânico........................1100 x 1018 moles

Carbonatos................................5200 x 1018 moles
Manto...................................100000 x 1018 moles

## Formação planetária fria
No final do século XIX acreditava-se que a Terra primitiva era extremamente quente, completamente fundida, durante sua formação. Alguns cientistas planetários agora acreditam que a formação da Terra foi relativamente fria. Recentes estudos com zircões antigos (4.4 bilhões de anos) sugerem que rochas foram formadas a temperaturas baixas, suficientes para manter a água líquida. A Lua teria se formado pouco depois deste tempo.

## Existência de depósitos de hidrocarbonetos
As reservas convencionais de petróleo deveriam desaparecer em não mais que um milhão de anos, baseada na taxa de escape de hidrocarbonetos para a superfície (seeps, seepage). Se há um número limitado de fontes de depósitos de hidrocarbonetos, no contexto do tempo geológico, seria uma surpreendente e extraordinária coincidência saber que ainda existam agora. Se os depósitos estão se autoalimentando, a sua existência atual torna-se menos surpreendente.
A origem abiogênica tem uma difícil missão por que os depósitos de hidrocarbonetos não seriam tão abundantes como as fontes abiogênicas são em larga escala. Pensar que os voláteis do manto terrestre são alegados como raros nas camadas superficiais da Terra é interessante ter em conta que rochas sólidas da crosta inferior e manto superior cobrem vastas áreas desérticas (como exemplos cinturões granulíticos e ofiolíticos). Além disso, afloramentos de rochas do manto fora do assoalho oceânico e ao longo do sistema global de cadeias meso-oceânicas são profusos neste planeta.
Também, é frequentemente afirmado que terremotos causam maciças descargas de hidrocarbonetos (por exemplo, exsudações de óleo catastróficas oil slicks nos oceanos) por ruptura de rochas impermeáveis. Todavia, é necessário considerar que as exsudações sempre constantes de fluidos que migram para a superfície dia a dia, chamada de cold outgassing tais movimentações tanto quanto ou mesmo muito mais contribuem em relação aos eventos catastróficos.
Alguns pensam que esse argumento seria um tanto estranho porque há evidência de fósseis nos "tar pits" (lagos de betume) cobrindo uma ampla gama de períodos e, portanto, muitos deles são importantes fontes de fósseis. Isto certamente prova o reabastecimento com matéria orgânica fóssil, através do tempo geológico (centenas de milhões de anos) com a qual a origem biogênica por si só explicaria. Entretanto, isto não tem nada em comum com a rápida formação dos campos de óleo e gás (cerca de 10 a 40 mil anos) e, geologicamente, rápida deterioração. Os hidrocarbonetos desapareceriam rapidamente enquanto houvesse dissipação, evaporação, oxidação intensa e profunda biodegradação. Então, a pista para a solução deste problema está no balanço global do carbono e hidrogênio, fluxos e taxas de troca.

## Metano na Terra
O metano é um gás tipicamente encontrado na Terra, quando não em depósitos de gás natural, nos depósitos hidratos de metano sobre alta pressão nas planícies abissais dos oceanos, por vezes retrabalhados por bactérias em níveis mais rasos ou ainda a partir da degradação de materiais biogênicos. Metano é um gás que causa efeito estufa greenhouse cerca de 20 vezes mais potente que o dióxido de carbono CO2 (gás carbônico).
É possível que as maiores extinções de vida ocorridas na história da Terra  seja devido ao incremento de metano na atmosfera, através de processos geológicos como, por exemplo, rebaixamentos do nível do mar ou impactos de meteoritos, que poderiam desestabilizar hidratos de gás dos oceanos. É possível que tal situação tivesse ocorrido seja durante a crise Permo-Triássica, com a fragmentação da massa continental; com expressivos impactos de meteoritos durante a passagem do Cretáceo para o Paleógeno (antigo Terciário) e também glaciações.
Metano reage com oxigênio produzindo gás carbônico quando interage próximo aos vulcões de magma (lava). O metano reage com água, oxigênio e cálcio formando os cimentos carbonáticos e concreções nos reservatórios sedimentares de petróleo.
Bactérias que vivem no interior da Terra ou ainda junto ao fundo do mar alimentam-se de metano, criando espetaculares ecossistemas, com formas de vida bizarras e ainda muito pouco estudadas, como as comunidades quimiossintéticas e corais de águas profundas. São muito comuns no assoalho oceânico  feições circulares com depressões denominadas pockmarks que estão relacionadas a escape de fluidos dos quais o metano é o principal gás que as formam.
O metano também forma espetaculares feições designadas de chaminés de gás (gas chimneys), formando colunas cilíndricas vistas em sísmica de reflexão, sobretudo em áreas produtoras de hidrocarbonetos. Emanações de metano são frequentes nos oceanos e mares, chegando a ser imageadas por  sonar ou mesmo sísmica, formando grandes jatos "flares" que são emitidos a partir do assoalho marinho gerando extensas colunas de gás em meio à água. Tais feições foram bastante estudadas no Mar Negro.
O metano interage com rochas argilosas laminadas (folhelhos) ricas em matéria orgânica (querogênio) e pode produzir menores contribuições de hidrocarbonetos que podem integrar formação de petróleo, devido à produção de biomarcadores verdadeiros (e.g. hopanos, terpanos os quais são oriundos de paredes celulares de bactérias) e hidrocarbonetos insaturados (alcenos), mas não propriamente petróleo.
Também pode interagir com turfas nos pântanos formando depósitos de carvão, ou turfas de altitude presente em grandes fraturas nas rochas das montanhas. O metano primordial traz de grandes profundidades metais como mercúrio (sob a forma de metil- ou dimetil-mercúrio), arsênio, níquel, vanádio, cádmio, Chumbo, selênio, urânio, entre outros.
O metano (e ou mesmos carbonatos oriundos de metano oxidado) pode polimerizar no interior da Terra, através de reações de catálise tipo Síntese Fischer-Tropsch, formando hidrocarbonetos líquidos e gasosos (petróleo), através da serpentinização de peridotitos (dunito) do manto que produz hidrogênio, na presença de metais catalisadores como Níquel, Ferro, Cromo etc.
Deslocamentos súbitos de grandes quantidades de metano no interior da Terra podem ser causa de grandes terremotos, como apontado pelo cientista Thomas Gold . Gold também sugeriu que o escape repentino de grandes volumes de metano para a superfície, nas terras emersas ou sobre os mares, também pode ser causa de certos acidentes aéreos e naufrágios. Poderia ocorrer perda de sustentação, caso a rota de aeronaves ou embarcações coincidisse com um grande fluxo de metano onde implicaria na diminuição da densidade do ar ou da água.
Metano possui ampla variação de estabilidade termodinâmica.

## Depósitos incomuns
Depósitos de hidrocarbonetos são encontrados em áreas condenadas pela ortodoxa teoria biogênica tradicional. Alguns campos de óleo estão sendo realimentados a partir de fontes profundas, embora isso não seja uma regra para uma "rocha geradora biogênica" profunda. No campo de White Tiger, Vietnã e muitos campos na Rússia, óleo e gás natural estão sendo produzidos em reservatórios situados em granitos do embasamento cristalino, com alguns poços evidenciando presença de hidrocarbonetos a mais de mil metros abaixo do topo do embasamento granítico.
No caso do Vietnã, campo de White Tiger, não há nenhuma rocha fonte abaixo do nível produtor e pela teoria biogênica teria que haver uma migração de várias dezenas de quilômetros para que o óleo migrasse lateralmente, quando através de uma análise lógica torna-se simples concluir que a migração dos hidrocarbonetos é oriunda das falhas profundas que afetam o embasamento e que permitem comunicação com o manto.
Os "black shales" folhelhos negros de idade arqueana no Craton de Pilbara (3.25 Ga), Austrália, apresentam inclusões fluidas de óleo e pirobetumes.
Há também diversas bacias produtoras de petróleo e gás natural de idade proterozoica como na região do Lago Baikal, Rússia; bacia de Sichuan, China, bacia de sal de Omã, bacia de Amadeus, Austrália. Nessa época a presença de vida na Terra era algo raro. Não existiam plantas também nessa época, o que torna lógico os hidrocarbonetos serem de fato primordiais e não produto do decaimento de detritos biológicos.

## Micróbios nas profundezas da Terra
Vida microbial tem sido descoberta a 4,2 km de profundidade no Alaska e 5,2 km na Suécia. Organismos metanófilos são conhecidos há tempo e, recentemente, foi encontrada vida microbial no Parque de Yellowstone, nos Estados Unidos, sendo baseada no metabolismo de hidrogênio. Outros organismos de ambientes profundos e quentes (bactérias extremófilas) continuam a ser descobertos e também aqueles que suportam ambientes estressantes como, por exemplo, lagos hipersalinos; comunidades associadas a emanações de gases e ou água quente (hidrotermais) no fundo dos oceanos black smokers.
Proponentes da Teoria Abiogênica ou origem inorgânica do petróleo apontam que a biosfera profunda é responsável pelos biomarcadores presentes no petróleo, isto é, esses biomarcadores são na realidade contaminantes orgânicos dos hidrocarbonetos naturais primordiais. As pequenas assinaturas de moléculas biológicas presentes no petróleo nada mais são que vestígios de bactérias que se alimentam em morrem em meio aos hidrocarbonetos primordiais. A teoria da Deep Hot Biosphere  (Biosfera Profunda e Quente) foi proposta por Thomas Gold. Essa teoria contempla diversos aspectos que são fundamentais para resolver o paradoxo do petróleo. (ver referência)

## Hélio
Associação de gás hélio em campos de gás natural e petróleo é bastante comum. Enquanto que o ³He é um gás primordial, muito He é também gerado a partir do decaimento radioativo do urânio. O Hélio é associado geralmente com óleos leves, muitas vezes acompanhado de nitrogênio e metano. Esses gases auxiliam na migração profunda do petróleo líquido para níveis crustais mais rasos. Nenhum processo biológico conhecido produz hélio, portanto, sua estreita relação com o petróleo é um forte argumento para a Teoria Abiogênica.
Acumulações comerciais de hélio são em geral mais raras, no entanto sempre estão associadas com petróleo e gás natural. No campo de gás de Panhandle-Hugoton, nos estados do Texas, Oklahoma e Kansas, EUA, há importante produção comercial de hélio. Há também outros campos como na Argélia e na Rússia com importantes teores. A retenção do hélio necessita de condições específicas como, por exemplo, haver uma rocha selante extremamente efetiva sobre os reservatórios, em geral sal ("evaporitos").
O hélio formado por processos radiogênicos a partir de desintegração de urânio, tório, em níveis crustais, não teria pressão suficiente para se incorporar a partir das rochas junto aos reservatórios de metano e óleos leves. A hipótese mais lógica é, portanto, que sua migração vem de grandes profundidades (manto) trazendo consigo outros hidrocarbonetos.

## Elementos traço, metais associados
Níquel (Ni), Vanádio (V), Chumbo (Pb), Arsênio (As), Cádmio (Cd), Mercúrio (Hg), Cobalto (Co), Cromo (Cr), entre outros metais são frequentemente encontrados no petróleo, principalmente o Níquel e Vanádio que têm presença praticamente ubíqua nos óleos crus. Alguns óleos pesados, como exemplo, alguns óleos crus da Venezuela, chegam ter até 45% de Vanádio (pentóxido) nas cinzas, valores esses que chegam a ser comerciais. Esses metais e sua paragênese são comuns em rochas do manto da Terra. Esses elementos traço também são chamados de não-biomarcadores ou "abiomarcadores", mas através das paragêneses dos metais é possível estabelecer assinaturas para identificação de proveniência dos óleos crus (petróleo).
A presença de mercúrio é constatada em muitos depósitos de hidrocarbonetos gasosos como também em certos betumes e comumente em depósitos de carvão mineral preto. Nenhum processo biológico conhecido inclui o mercúrio, pois esse metal é de natureza biocida. Sua presença em vários depósitos de hidrocarbonetos, além dos metais anteriormente citados, apontam origem hipógena para a formação do petróleo.
Análise do padrão de distribuição de 22 elementos traço em 77 óleos, quimicamente os correlacionam melhor com a composição de meteoritos condríticos, com o manto peridotítico serpentinizado fértil e manto primitivo do que com a crosta oceânica ou continental, e não mostram nenhuma correlação com as distribuições químicas na água do mar.

## Diamantoides
Minúsculos diamantoides ocorrem no petróleo (óleo, gás e condensados). São moléculas que possuem similar arranjo da estrutura de átomos como os diamantes, e suspeita-se que sua origem também seja relacionada aos ambientes de origem dos kimberlitos e lamproítos, que portam diamantes naturais, a partir de altíssimas pressões e temperatura no manto da Terra. Esses diamantoides, encontrados com maior abundância nos condensados, são excelentes matéria-prima para a nanotecnologia, provavelmente o emprego mais nobre dos produtos do petróleo.

## Hidrogênio
O petróleo é composto principalmente por alcanos (n-alcanos, parafinas). Sir Robert Robinson estudou a constituição do petróleo natural em grande detalhe, e concluiu que havia muito excesso de hidrogênio para que fosse produto de detritos orgânicos de plantas ou animais. As olefinas (alcenos), que são hidrocarbonetos insaturados, é que deveriam ser esperados caso a fonte fosse orgânica.
O gás hidrogênio e água tem sido encontrado a mais de 6 km de profundidade na crosta superior, incluindo os poços de Siljan Ring na Suécia e o poço ultraprofundo na península de Kola, Rússia. Há dados no oeste dos Estados Unidos que certos aquíferos próximos a superfície podem se estender até 10 a 20 km. O hidrogênio pode ser criado através da reação da água com silicatos, quartzo e feldspatos, em temperaturas entre 25° a 270°C. Esses materiais são comuns em rochas crustais como os granitos. O hidrogênio pode reagir com carbono dissolvido na água para formar o metano e hidrocarbonetos mais complexos. Reações do tipo Fischer-Tropsch podem ocorrer após hidrólise de peridotitos do manto, formando serpentinitos com liberação de hidrogênio.
O petróleo é uma mistura de hidrocarbonetos e é muito rico em hidrogênio. As moléculas do petróleo possuem alto potencial químico e são bastante energéticas. As moléculas oriundas de processos biológicos, a exemplo de carboidratos (que são oxidados) têm baixo potencial químico e nunca poderiam transformar-se em hidrocarbonetos de alto potencial químico.
O petróleo também costuma ser muito rico em enxofre o que é incompatível com a pequena quantidade desse elemento presente na matéria biológica. Os balanços de massa incluindo hidrogênio, enxofre, gases nobres, metais como níquel, vanádio, entre outros para a quantidade de hidrocarbonetos naturais presentes no universo são absolutamente incompatíveis com derivação biogênica.

## Termodinâmica
A 2a. Lei da Termodinâmica proibiria a formação espontânea de hidrocarbonetos mais pesados que o metano a baixas pressões. Cálculos termodinâmicos e diversos estudos experimentais efetuados na Rússia, Ucrânia e Estados Unidos indicam que os n-alcanos (componentes comuns no petróleo) não evoluem espontaneamente a partir do metano a pressões tipicamente encontradas nas bacias sedimentares, portanto a Teoria Abiogênica para origem dos hidrocarbonetos frequentemente sugere uma geração de gases mais profunda (abaixo de 150-200 km de acordo com estudos realizados por Dr. J.F. Kenney e colaboradores .) Embora ocorram altas temperaturas no manto da Terra, o efeito das grandes pressões não permitiria a dissociação dos hidrocarbonetos. De acordo com cálculos de estabilidade termodinâmica de hidrocarbonetos efetuados pelo cientista Emanuil Chekaliuk, os hidrocarbonetos possuem alta estabilidade termodinâmica no interior da Terra. Enquanto o metano demonstra amplo espectro de estabilidade seja a baixas ou altas pressões e temperaturas, os compostos aromáticos, asfaltenos, e naftênicos seriam estáveis a profundidades de centenas de quilômetros.
Pesquisadores do Instituto de Geofísica na Universidade de Carnegie (Washington DC, EUA) Anton Kolesnikov e Alexander Goncharov auxiliaram o professor Vladimir Kutcherov em um experimento de alta pressão e temperatura cuja avaliação foi publicada em 2009. Apesar de reconhecerem que há ampla evidência que suporta que o petróleo se origina a partir de processos biológicos, eles não descartam a possibilidade de que determinados hidrocarbonetos possam ser formados em processos abiogênicos. Foi proposto que os hidrocarbonetos gerados no manto superior podem ser transportados através de falhas profundas para regiões mais rasas na crosta da Terra, e contribuir para a formação de reservas de petróleo. Em seu experimento a equipe utilizou Espectroscopia de Raman in situ em células tipo anvil (bigorna) de diamante superaquecido por laser e acompanharam a reatividade química do metano e etano em condições similares ao manto superior terrestre. O experimento indica que quando o metano é exposto a pressões superiores a 2 GPa, e temperaturas na faixa de 1000-1500 K, ele parcialmente reage para formar hidrocarbonetos saturados contendo 2-4 carbonos (etano, propano e butano) assim como hidrogênio molecular e grafite. Por outro lado, a exposição de etano à condições semelhantes produz metano, sugerindo que a síntese de hidrocarbonetos saturados é reversível. De acordo com os cientistas que conduziram o experimento, esses resultados sustentam a sugestão de que os hidrocarbonetos mais pesados que o metano podem ser produzido por processos abiogênicos no manto superior da Terra.

## Biologia
A vida tal como conhecemos é baseada fundamentalmente em carbono. Os primitivos organismos vivos (arqueobactérias) retiram energia (alimento) do metano primordial ou petróleo (hidrocarbonetos) que estão nas profundezas da Terra. Muitas bactérias também aproveitam o oxigênio a partir da redução de sulfatos e produzem gás sulfídrico (H2S). O oxigênio também pode ser obtido pela redução do ferro, formando compostos como a magnetita.
Essa biosfera profunda forma os contaminantes do petróleo e torna-se partes dos chamados biomarcadores encontrados no petróleo natural. A fotossíntese é um processo bastante complicado que os primitivos organismos desenvolveram para auxiliá-los na conquista e sobrevivência na superfície do planeta. Isto pode ter ocorrido quando a fonte local de hidrocarbonetos possa ter cessado. O astrofísico Thomas Gold  mencionou que as primitivas bactérias inventaram a fotossíntese para conquistar a superfície fazer seu próprio alimento, isto é, seres autótrofos.

## Serpentinização e síntese química de óleo - Síntese Fischer-Tropsch
Uma outra possível formação de óleo inorgânico é através das reações tipo síntese de Fischer-Tropsch. A catálise Fischer-Tropsch converte monóxido de carbono, dióxido de carbono e metano em várias formas de hidrocarbonetos líquidos. O monóxido e dióxido de carbono é gerado através da oxidação parcial de carvão ou combustível lenhoso. Este processo foi desenvolvido e usado exaustivamente na II Guerra Mundial pela Alemanha, a qual tinha limitado acesso aos suprimentos de petróleo. Ainda hoje é usado na África do Sul para produzir diesel a partir do carvão.
Serpentinização de rochas ultramáficas peridotíticas ricas em carbono envolvem reações Fischer-Tropsch e acredita-se que ocorra em profundidade, quando o manto peridotítico é hidrolisado tornando-se serpentinito enquanto há desprendimento de hidrogênio. Na presença de metais de transição catalisadores (Fe, Ni, Co) o hidrogênio reage com dióxido de carbono das rochas carbonáticas e resultam em hidrocarbonetos n-alcanos, incluindo hidrocarbonetos linear saturados, álcoois, aldeídos, cetonas, aromáticos e compostos cíclicos. Também é possível que o metano de regiões mais profundas do manto seja polimerizado pela Síntese Fischer-Tropsch formando n-alcanos e outros hidrocarbonetos.
Um mecanismo proposto para o qual o petróleo abiogênico se forma foi originalmente proposto pelo cientista ucraniano Prof. Emmanuil B. Chekaliuk em 1967. Ele propôs que o petróleo pode ser formado a altas temperaturas e pressões a partir de carbono inorgânico, na forma de dióxido de carbono, hidrogênio e/ou metano.
Este mecanismo é suportado por diversas linhas de evidências as quais são aceitas pela moderna literatura científica. Isto envolve síntese de óleo dentro da crosta através de catálise por rochas quimicamente redutoras. Um mecanismo proposto por Keith Stanley e Monte Swan (2005) se dá através de análogos naturais da Síntese Fischer-Tropsch, conhecido como serpentinização de peridotitos como proposto por Szatmari (1989) e Charlou (2005).
{\displaystyle CH_{4}+{\begin{matrix}{\frac {1}{2}}\end{matrix}}O_{2}\rightarrow 2H_{2}+CO}
{\displaystyle (2n+1)H_{2}+nCO\rightarrow C_{n}H_{2n+2}+nH_{2}O}
Serpentinitos são rochas ideais para hospedar este processo. Elas são formadas a partir de peridotitos/dunitos, que são rochas com mais de 80% de olivina e comumente uma percentagem de minerais como titânio-espinélios. A maioria das olivinas também possui altas concentrações de níquel e podem conter cromita e cromo como contaminantes das olivinas junto com outros metais de transição.
Entretanto, as reações de síntese do serpentinito e craqueamento de espinélio requerem alteração hidrotermal de pristano peridotito-dunitos, o qual é um processo finito, intrinsecamente relacionado com metamorfismo, e posteriormente requer também adição de água. O serpentinito é instável nas temperaturas do manto e é prontamente desidratado para granulitos, anfibolitos, talco-xistos e mesmo eclogitos.
Isto sugere que a metanogênese na presença de serpentinitos é restrita no espaço e tempo nas dorsais meso-oceânicas e níveis superiores das zonas de subducção de placas tectônicas. Porém, a água pode ser encontrada em profundidades de 12 km e reações que necessitam da mesma são dependentes de condições locais. O óleo sendo criado por esse processo nas regiões intracratônicas está limitado por materiais e temperatura.
A base química para o processo de formação do petróleo abiótico é a serpentinização de peridotitos (dunito), iniciando com metanogênese através da hidrólise da olivina para serpentina na presença de dióxido de carbono. Olivina, composta de forsterita e fayalita transforma-se em serpentina, magnetita e sílica através da seguintes reações, com a sílica da decomposição da fayalita (reação 1a) alimentando a reação da forsterita (reação 1b).
Reação 1a:

Fayalita + água → Magnetita + sílica aquosa + hidrogênio
{\displaystyle 3Fe_{2}SiO_{4}+2H_{2}O\rightarrow 2Fe_{3}O_{4}+3SiO_{2}+2H_{2}}
Reação 1b:

Forsterita + sílica aquosa → Serpentinito
{\displaystyle 3Mg_{2}SiO_{4}+SiO_{2}+2H_{2}O\rightarrow 2Mg_{3}[Si_{2}O_{5}(OH_{4})]}
Quando esta reação ocorre na presença de dióxido de carbono dissolvido (ácido carbônico) a temperaturas acima de 500°C, a reação 2a é seguida.
Reação 2a:

Olivina + Água + ácido Carbônico → Serpentina + Magnetita + Metano
{\displaystyle 3(Fe,Mg)_{2}SiO_{4}+nH_{2}O+HCO_{3}\rightarrow 2Mg_{3}[Si_{2}O_{5}(OH_{4})]+2Fe_{3}O_{4}+H_{2}O+CH_{4}}
Entretanto, a reação 2b é somente similar, e suportada pela presença de abundante talco-carbonato xistos e veios delgados de magnesita em muitos serpentinitos peridotíticos;
Reacção 2b:

Olivina + Água + Ácido Carbônico → Serpentina + Magnetita + Magnesita + Sílica 
{\displaystyle 4(Fe,Mg)_{2}SiO_{4}+nH_{2}O+HCO_{3}\rightarrow 2Mg_{3}[Si_{2}O_{5}(OH_{4})]+2Fe_{3}O_{4}+2MgCO_{3}+SiO_{2}+H_{2}O}
A elevação do metano para cadeias maiores de hidrocarbonetos n-alcanos se dá através de desidrogenação do metano na presença de metais de transição catalíticos (e.g. Fe, Ni). Isto pode ser designado de hidrólise de espinélio. No mecanismo de polimerização de espinélio, Magnetita, cromita e ilmenita são minerais do grupo Fe-espinélios encontrados em muitas rochas, mas raramente como um maior componente nas rochas não ultramáficas. Nessas rochas, altas concentrações de magnetita magmática, cromita e ilmenita proporciona a matriz reduzida na qual pode permitir o craqueamento abiótico do metano para hidrocarbonetos mais complexos durante os eventos hidrotermais.
Rochas reduzidas quimicamente são requeridas para conduzir esta reação e altas temperaturas também são necessárias para permitir o metano se polimerizar em etano. Notar que a reação 1a, acima, também cria magnetita.
Reação 3:

Metano + Magnetita → Etano + Hematita

{\displaystyle nCH_{4}+nFe_{3}O_{4}+nH_{2}O\rightarrow C_{2}H_{6}+Fe_{2}O_{3}+HCO_{3}+H^{+}}
A Reação 3 resulta em hidrocarbonetos n-alcanos, incluindo hidrocarbonetos lineares saturados, álcoois, aldeídos, cetonas, aromáticos e compostos cíclicos.

## Associação do petróleo com estruturas profundas
Campos de óleo e gás são encontrados principalmente sobre estruturas profundas presentes no embasamento cristalino, relacionados a limites de placas litosféricas (divergentes, convergentes ou transformantes), estruturas de impacto de meteoritos (crateras de impacto, astroblemas). Esta associação pode ser observada de acordo com a distribuição de campos de petróleo ao longo dos arcos como, por exemplo, na Indonésia, Golfo Pérsico, Apeninos (Itália), Alasca, Arco de Barbados e sua continuidade para Trinidad e Tobago e Venezuela, entre outros.
Nas bacias de margem divergente ou também riftes abortados, as ocorrências petróleo estão associadas à falhas de grande magnitude que comunicam com a crosta com manto em elevação. Reativações geológicas importantes ao longo do preenchimento das bacias sedimentares facilita a migração de hidrocarbonetos para altos estruturais onde esses podem formar acumulações quando encontram rochas reservatório e rochas impermeáveis (selantes), formando armadilhas ou trapas. A proximidade do manto em ascensão na fase pré-rifte é fundamental. Nos orógenos colisionais, as reativações de antigas estruturas distensionais são iniciadas no processo de colisão e podem permitir migração de hidrocarbonetos dos níveis ligados com as falhas profundas.

## Por que o petróleo é frequentemente encontrado em bacias sedimentares?
As bacias sedimentares preenchem áreas de depressão onde ocorreram falhas profundas, associadas a limites de placas (riftes, convergência por subducção ou colisão continental entre duas placas litosféricas). Os estratos sedimentares formam excelentes reservatórios (espaços porosos) e também rochas selantes que quando combinados podem formar armadilhas para hidrocarbonetos. Essas armadilhas estão conectadas com fontes profundas, através de falhas também muito profundas, havendo interações com o manto durante a evolução da bacia.
O petróleo também ocorre em rochas do embasamento, embora as acumulações sejam mais raras, pelo fato do desconhecimento da geologia desses terrenos, havendo ainda pouco esforço exploratório para perfuração de poços e pesquisas nesse contexto.
Os hidrocarbonetos (petróleo, gás) migrando de grandes profundidades para as rochas sedimentares alojam-se nas rochas reservatórios ou em rochas fraturadas. No entanto, é bastante comum a interação entre hidrocarbonetos alóctones com rochas interestratificadas e laminadas como, por exemplo, folhelhos e ou alternância de folhelhos e rochas carbonáticas delgadas, havendo também interação de bactérias que se alimentam dos hidrocarbonetos primordiais. O não entendimento dessas relações conduz a equivocada interpretação de que esses litótipos seriam "rochas fonte" (geradoras) de petróleo. Por exemplo, a evidência de óleo e ou betume numa rocha, seja ela qual for, não significa que esses hidrocarbonetos são autóctones. Eles podem ter migrado, através de estruturas profundas, para essa rocha muito tempo depois que ela se formou, mesmo soterrada por muitos milhões de anos, numa bacia sedimentar.